# 塞爾維亞雲杉
塞爾維亞雲杉為德里納河流域特有種，僅見於塞爾維亞西部及波士尼亞與赫塞哥維納東部海拔高度800至1,600公尺的山地，分布範圍約60公頃，1875年在塔拉山的札歐維恩村附近發現，並由塞爾維亞植物學家約瑟夫·潘契奇（/Јосиф Панчић）命名，種加詞omorika轉寫自雲杉的塞爾維亞語稱呼“оморика”。

## 描述
塞爾維亞雲杉為中型常綠性喬木，平均樹高為30至40公尺，最高的植株為53公尺，樹幹直徑最大為72公分，樹齡可達160至200歲；而幼苗由五到六個子葉組成，長10到12毫米。擁有2n = 24的染色體數量，可耐攝氏-28.8度至-23.3度的低溫。塞爾維亞雲杉可生長在包括鹼性、酸性、粘質和沙質等性質土壤，但較適生長在利於排水的沙質壤土，其芽為淺棕褐色並覆有著細短柔毛，與成熟枝條不同的是因樹脂管尚未生成而不為樹脂所包覆，芽長為8至20毫米而寬最大可達2毫米；其葉為扁平針狀，長10至20毫米，上下部份分別為深藍綠色及藍白色。
塞爾維亞雲杉的樹皮為灰棕色，厚度6至17公分，具有直徑1至4毫米的樹脂管，樹皮常包覆著樹脂。幼枝上分佈著濃密的短柔毛和枕形皺紋的淺褐色樹皮。木材類似於歐洲雲杉，心材和邊材具有相同的顏色，然而晚材色澤較早材暗沉，由單排的木纖維和具有分泌樹脂的樹脂管組成；材質密度0.36公克/立方公分並由50％纖維素、11％戊糖和25％木質素組成。
松毬長4–7公分為梭形具有堅硬的鱗片，需經過5至7個月的成熟期，未成熟時為深紫色或黑色於成熟時轉變為深褐色。種子長度約為兩至三毫米，具有8毫米長類似翅果的翅並藉由風力來傳播種子。

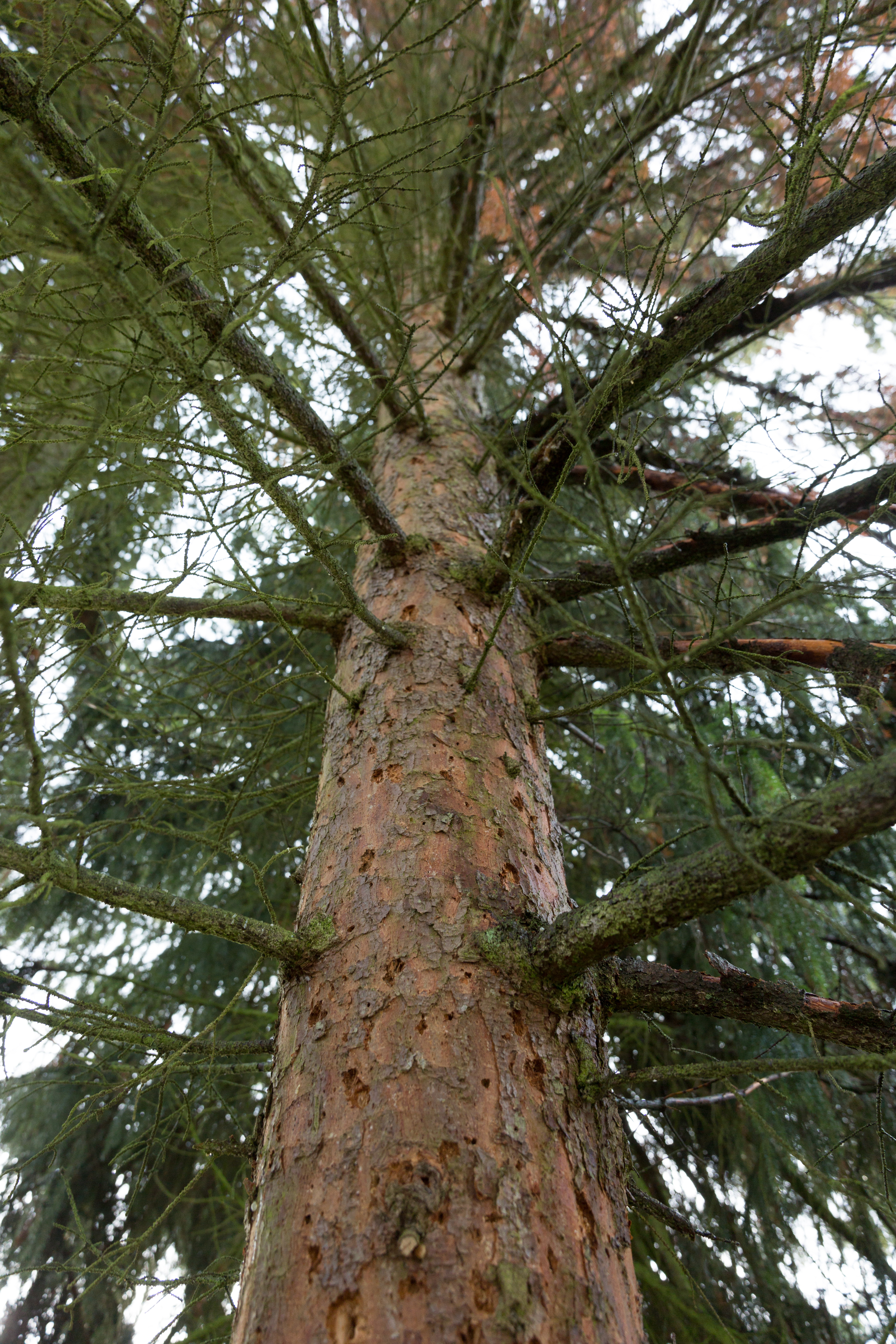
樹幹
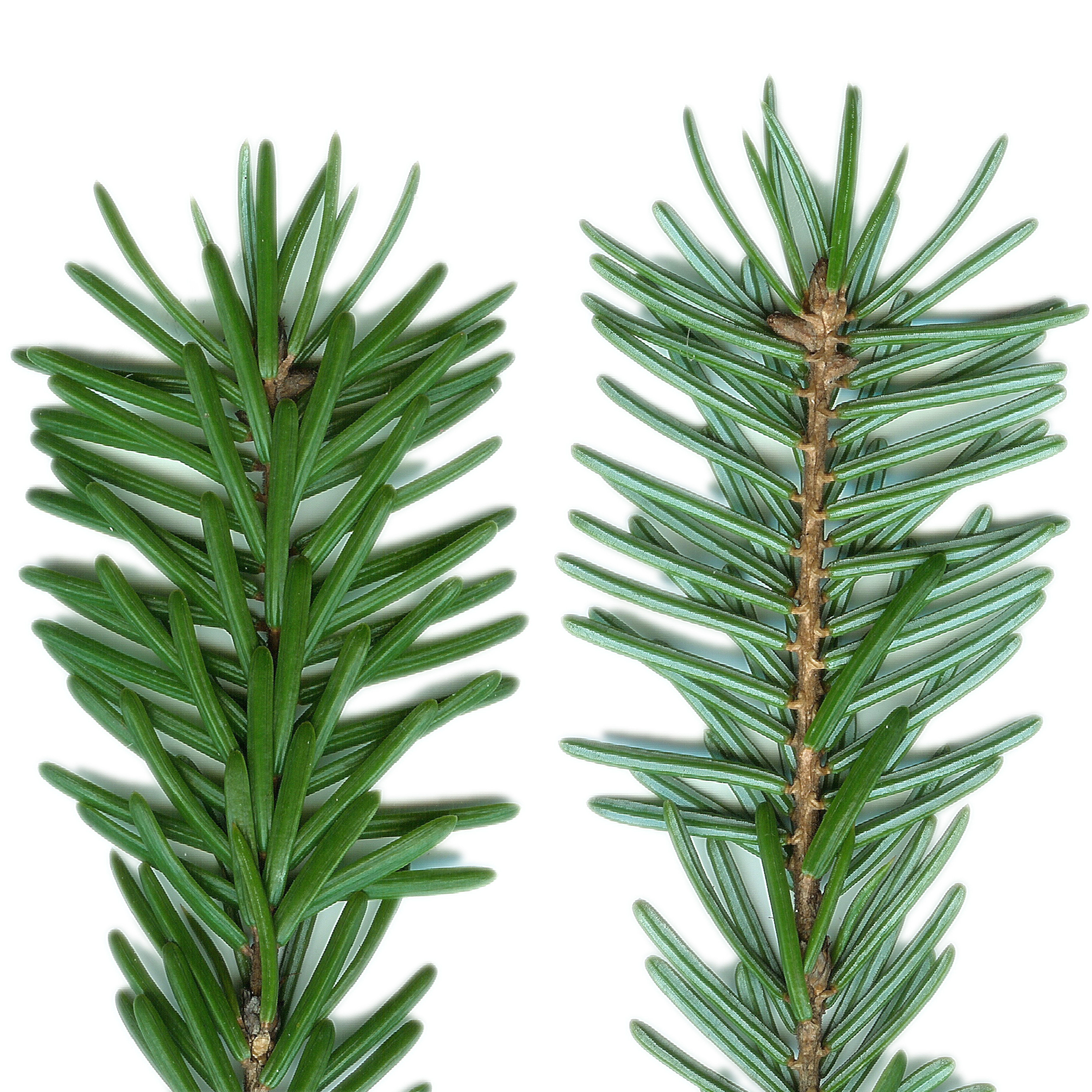
嫩枝的正面和背面
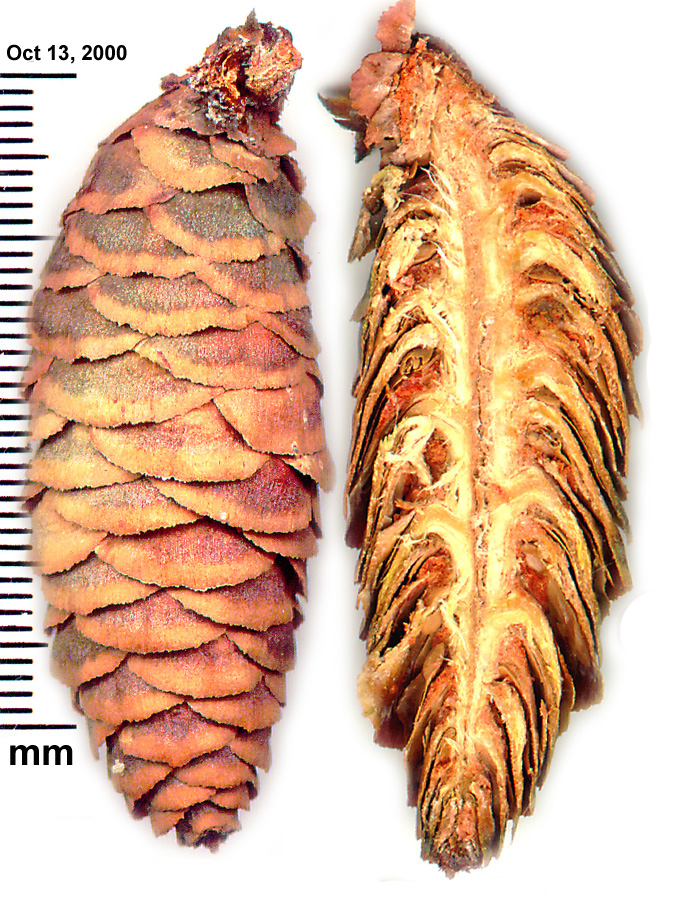
毬果外觀和縱剖面
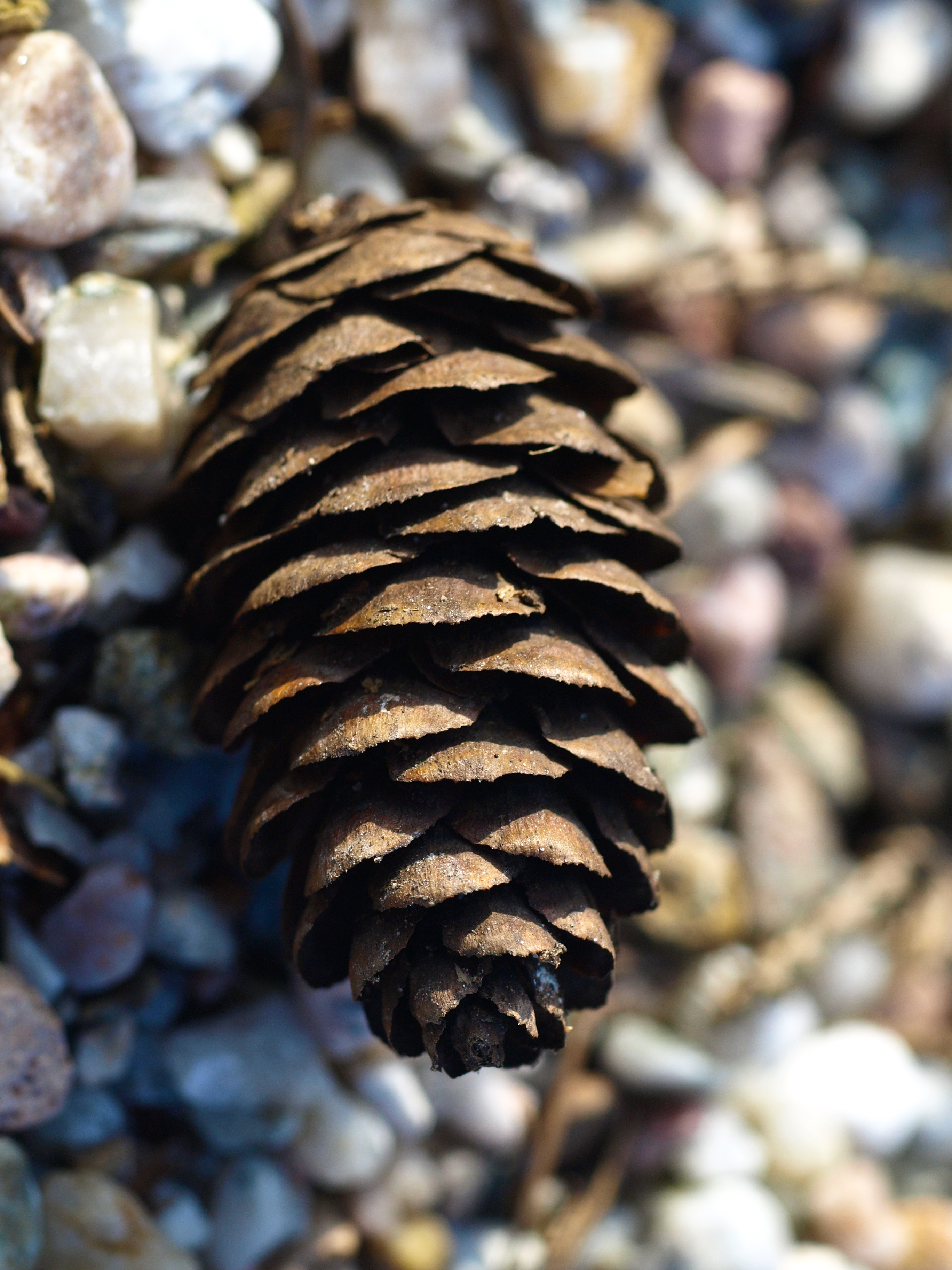
掉落的成熟毬果
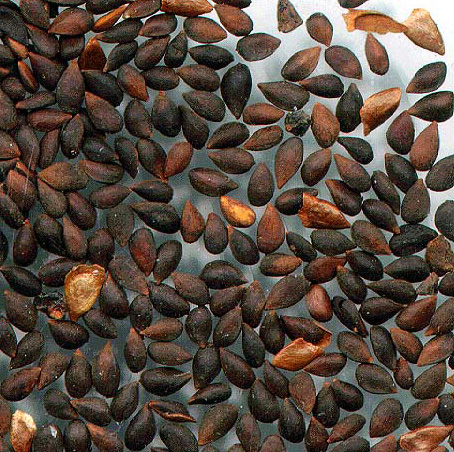
種子（300,000粒/公斤）

### 分佈
塞爾維亞雲杉現主要分佈於塞爾維亞巴伊納巴什塔至波士尼亞與赫塞哥維納維舍格勒間的德里納河流域以及新戈拉日代和福查地區。
塞爾維亞自然保護研究所和塔拉国家公园合作將塞爾維亞雲杉的分佈區設立自然保護區來進行該物種的保護及保育，如位在密特羅拉斯的紅溪自然保護區。同時為了物種復育及苗木生產，更於耶洛瓦佐拉建立首個針對塞爾維亞雲杉的植樹造林計畫。

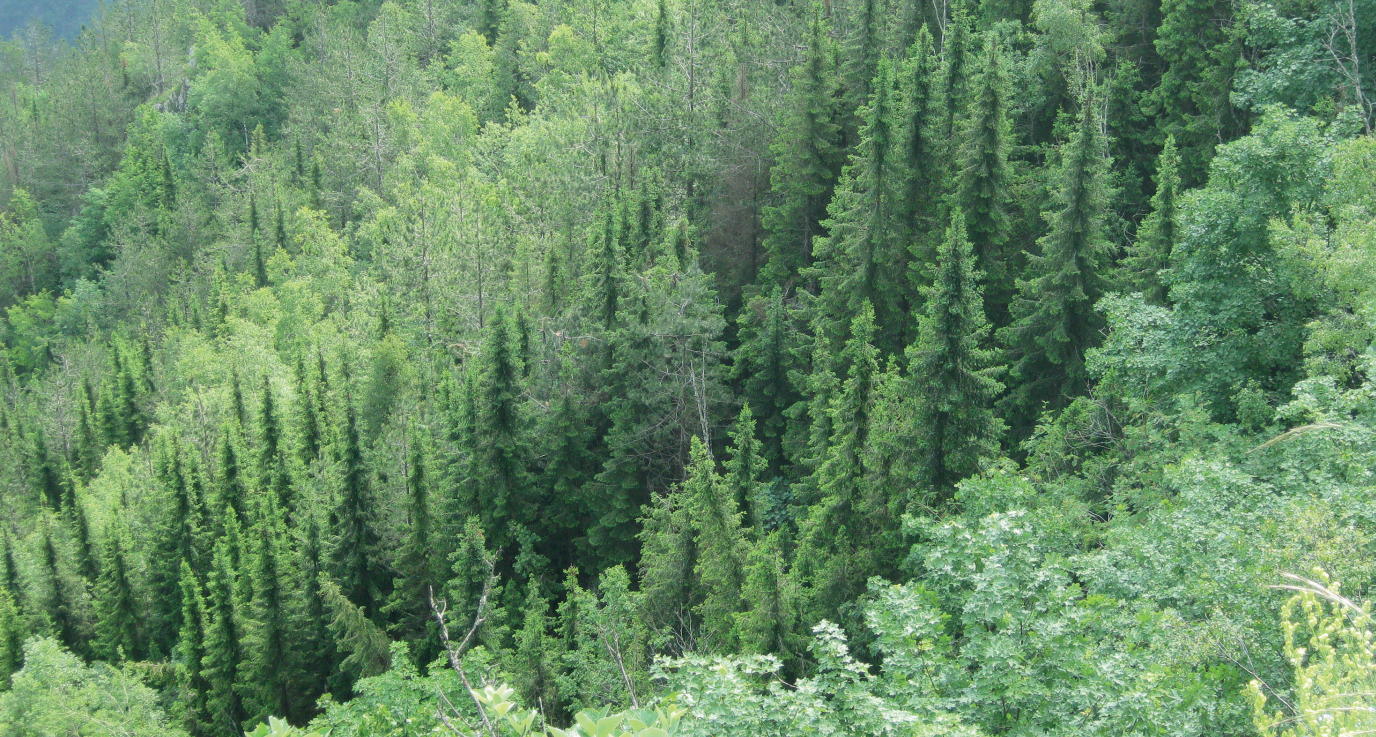
波士尼亞與赫塞哥維納的塞爾維亞雲杉樹林
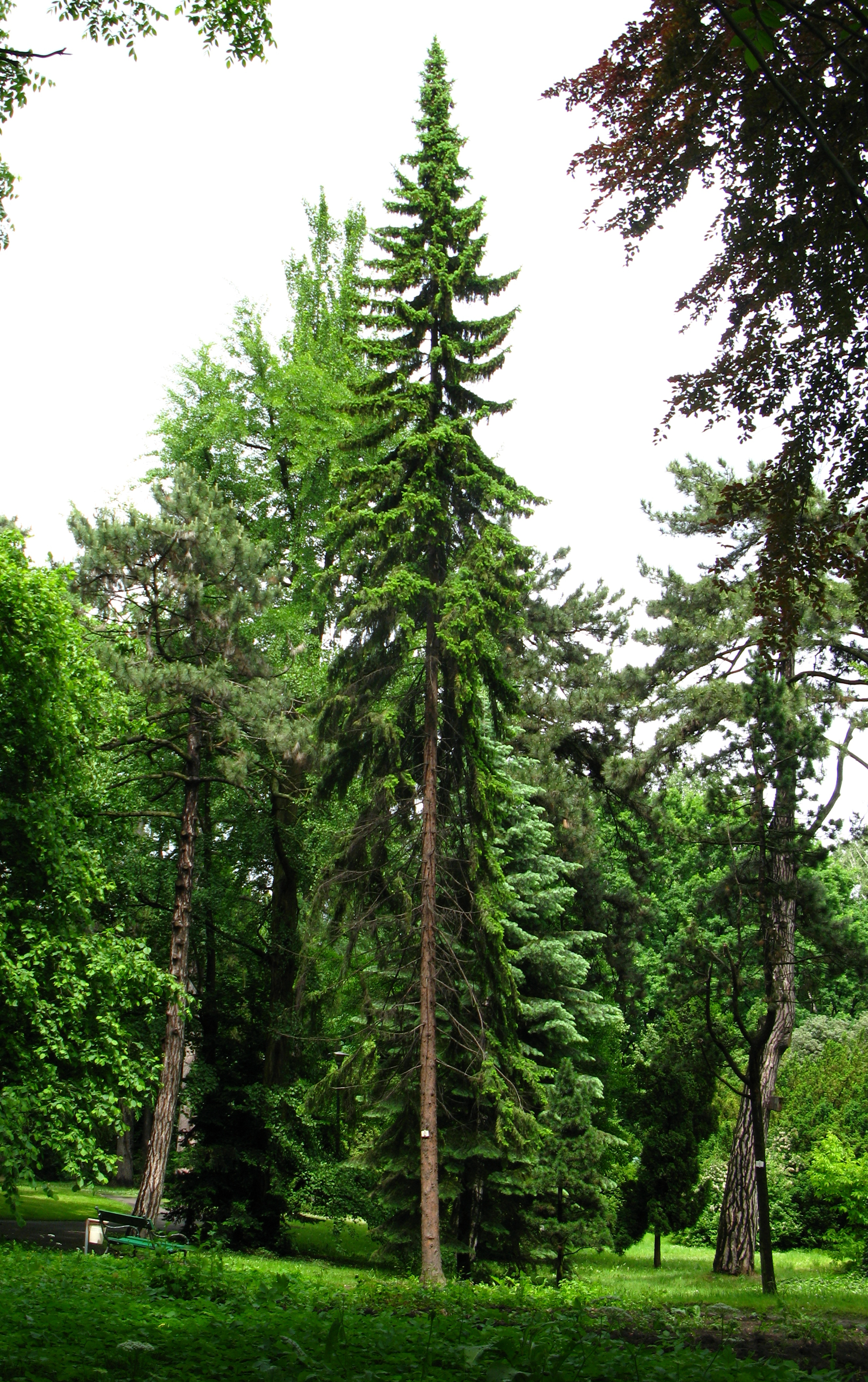
波蘭克拉科夫亞捷隆大學植物園（英语：Botanic Garden of the Jagiellonian University）的塞爾維亞雲杉
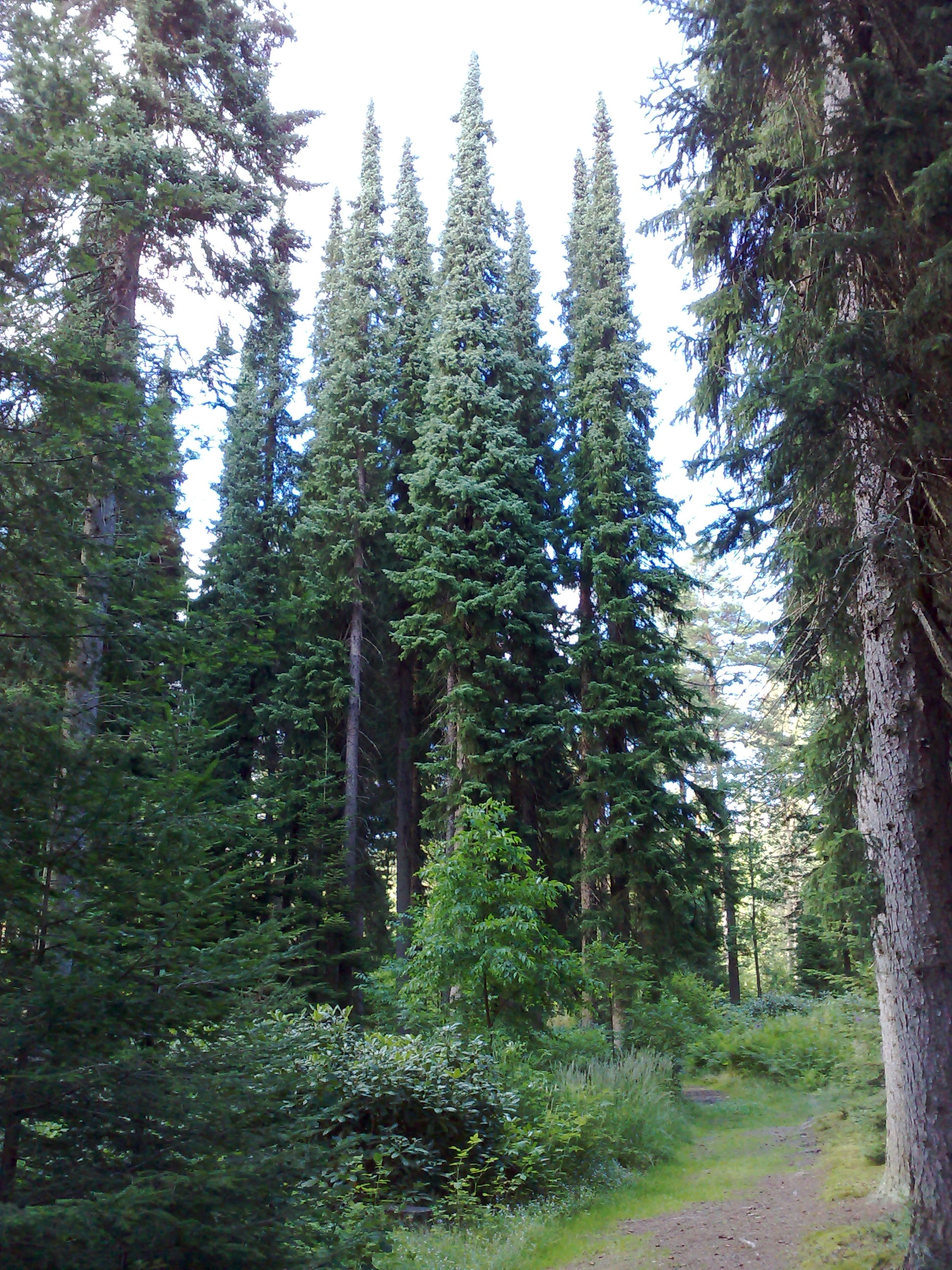
芬蘭穆斯蒂拉树木园的塞爾維亞雲杉

### 發現
約瑟夫·潘契奇於1855年首次聽聞位在烏日策地區的未知雲杉屬物種，1861年前往塞爾維亞公國西部的烏日策地區實地訪查，然此次未能尋找到該物種。1865年他為了大學校的教學需要，收集由西塞爾維亞寄出的毬果及樹枝樣本，並於眾多樣本中整理到兩個有關該物種的樣本，但是樣本未有採集地及採集者的記錄；1875年潘契奇於塔拉山的札歐維恩村發現此新種雲杉，事後他以德語發表名為《東阿爾卑斯山的新針葉樹》的學術報告，並以Picea omorika作為本種的學名，儘管在當時科學界有許多爭議（如：學名為重名），但是潘契奇還是設法證明該物種為新的雲杉物種並以自身名字稱之為Панчићева оморика/Pančićeva omorika（中文：潘契奇雲杉）

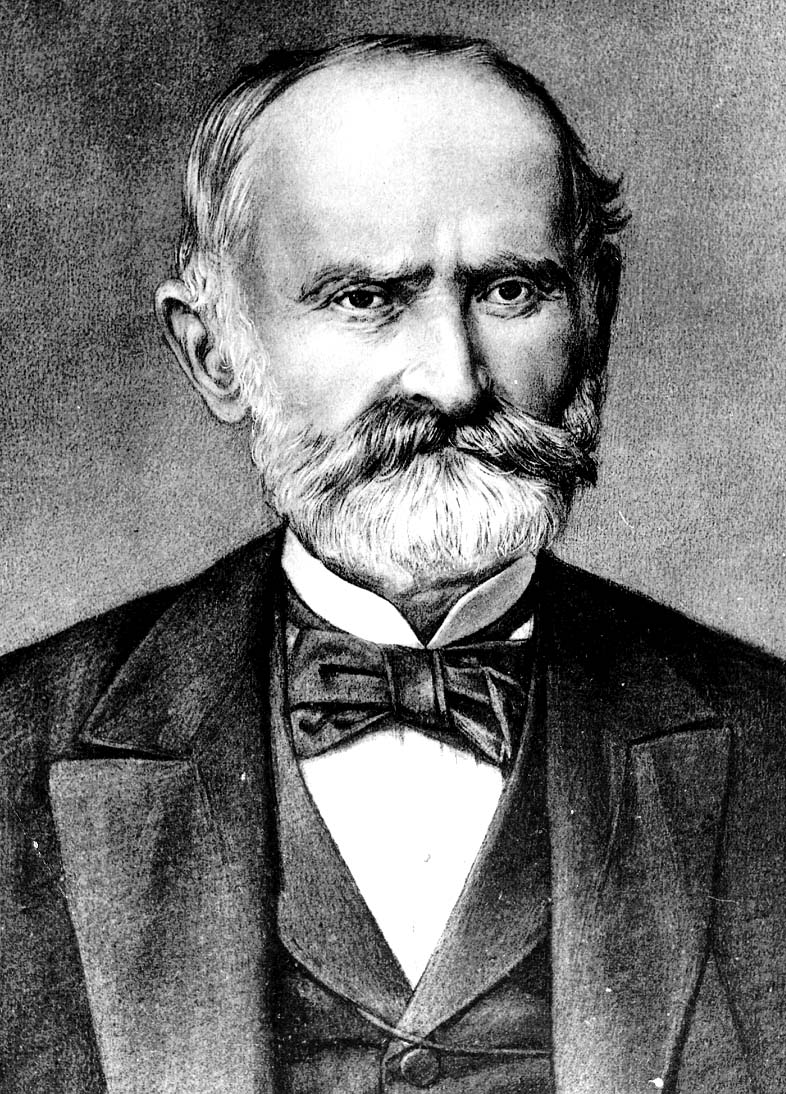
發現者約瑟夫·潘契奇
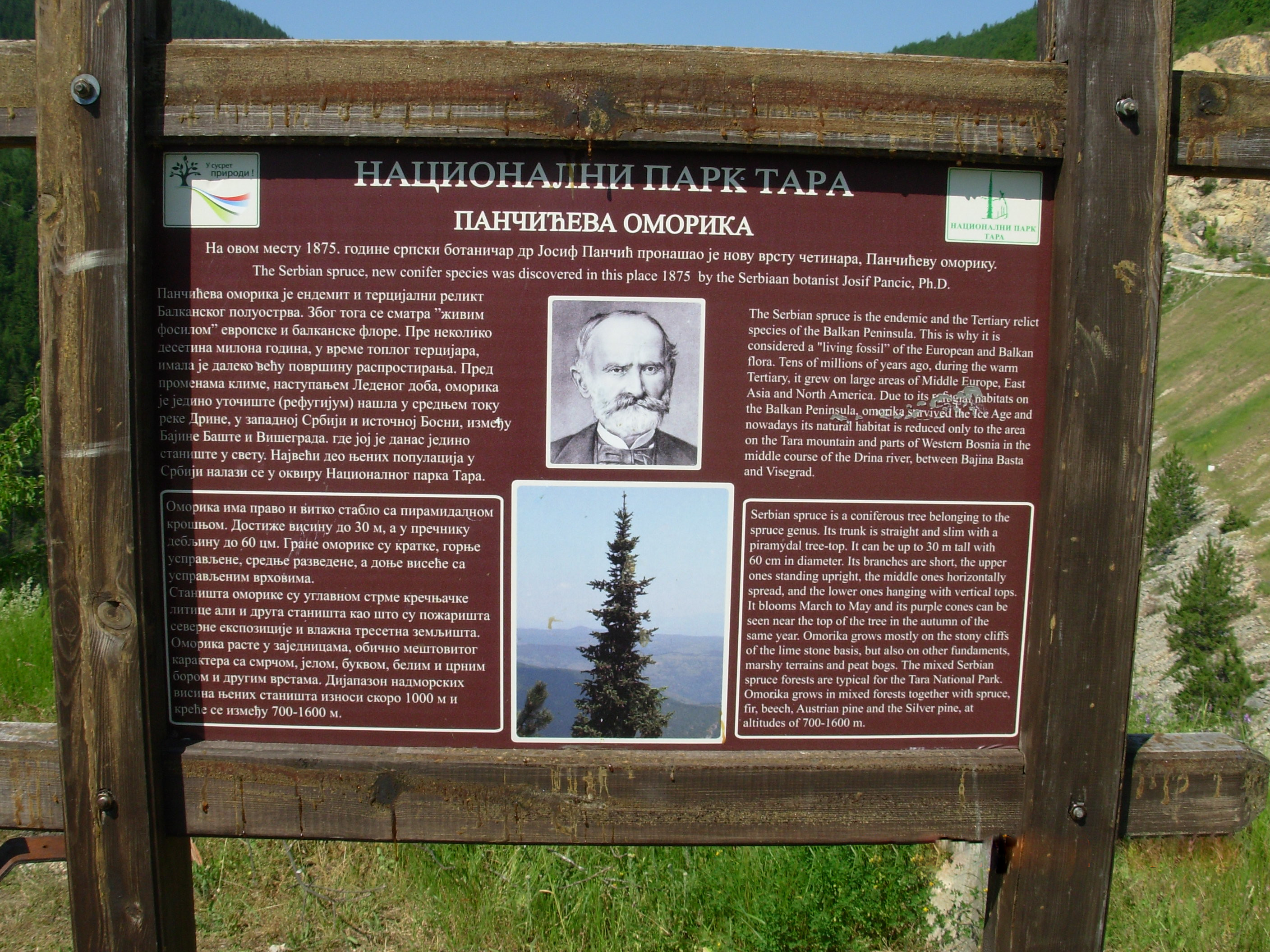
塔拉山札歐維納湖（英语：Zaovine Lake）的導覽看板
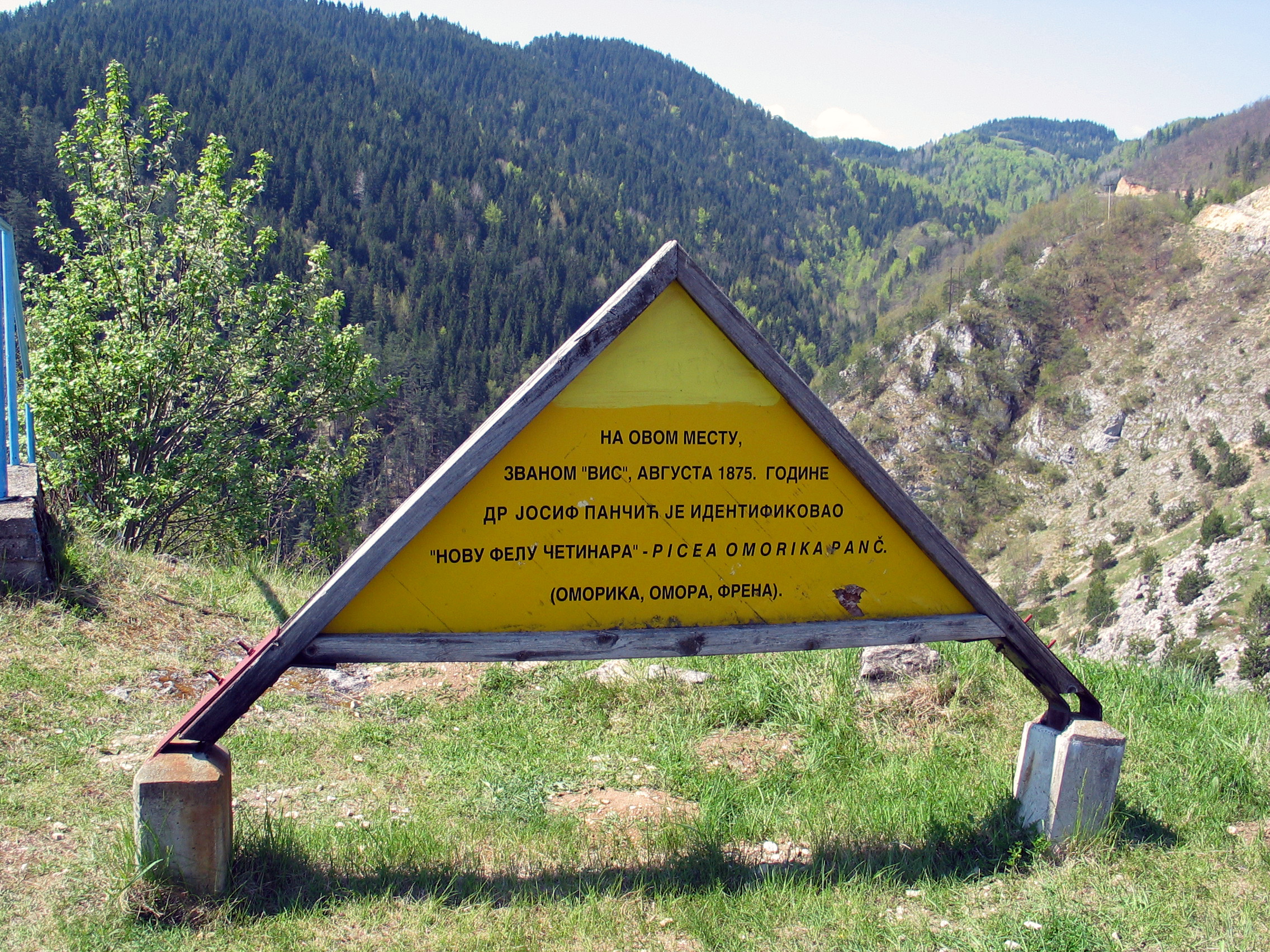
塞爾維亞雲杉的發現地紀念看板

## 系統學
塞爾維亞雲杉的近親為西藏雲杉（Picea spinulosa）和布魯爾氏雲杉（Picea breweriana）；雲杉屬的分子遺傳研究無法詳細闡明塞爾維亞雲杉的確切親屬關係。

### 發展史
在第三紀和末次冰期之間，塞爾維亞雲杉的祖先曾在歐洲大片地區都有分佈；最後它在德里納河地區倖存下來並度過晚更新期。在冰河時代結束後為先鋒物種，儘管擁有高種子產量，但無法有效地進行種子傳播。據推測主要原因為塞爾維亞雲杉的競爭能力不如銀冷杉（Abies alba）、歐洲雲杉（Picea abies）和歐洲山毛櫸（Fagus sylvatica）。

## 生態關係
塞爾維亞雲杉為生長於海拔400至1,700公尺的山地物種。主要於朝北的陡峭石灰岩懸崖上生長，有時亦可在蛇紋石基質上生長。塞爾維亞雲杉常與楓樹、垂枝樺、銀冷杉、歐洲雲杉、歐洲赤松、歐洲黑松及歐洲霍布葉鐵木等物種構成溫帶針葉林；在塔拉山密克托拉斯的沼澤地上則與雲杉、冷杉、普通赤楊和巴爾幹山毛櫸共同生長。雖然原產地德里納河的植株因人類對自然環境的破壞以及其他植物的競爭等因素而減少，然而在人類活動密集的城市中塞爾維亞雲杉卻能健全的進行植株生長及物種繁衍。。
在更新世冰期之前，塞爾維亞雲杉曾經廣泛地分佈於歐洲大部分地區。然而森林火災和林業砍伐嚴重破壞了塞爾維亞雲杉的種群，長期以來造成該物種數量逐漸在減少。

### 野生動物
由於塞爾維亞雲杉的生長範圍有限，所以並非野生動物的主要食物來源，但鹿科動物（如：歐洲馬鹿、西方狍等）在面臨食物匱乏，將暫時作為應急食物。更因它繁茂的枝葉提供了鳥類、小型哺乳類生存及庇護的空間。

### 病蟲害
塞爾維亞雲杉對大多病蟲害有一定的耐受度，然而以下幾種真菌及昆蟲造成塞爾維亞雲杉重大的生存威脅。

#### 真菌
塞爾維亞雲杉容易感染由多年異擔子菌（Heterobasidion annosum）、奧氏蜜環菌（Armillaria ostoyae）及雲杉金銹菌（Chrysomyxa abietis）引起的紅腐病、蜜環菌根腐病及雲杉葉銹病，且經常引起植株的死亡。
紅腐病主要破壞植株的木質素成份，進而使植株堅韌度下降並且容易導至腐爛死亡；蜜環菌根腐病會破壞植株根部及樹幹之木質部及維管形成層，癱瘓植物輸送水份及植株生長的能力，使其因水份不足及無法再生而亡；而雲杉葉銹病會導致植株針葉大規模枯黃掉落，大大地影響植物光合作用的進行，使植株死於養份不足。

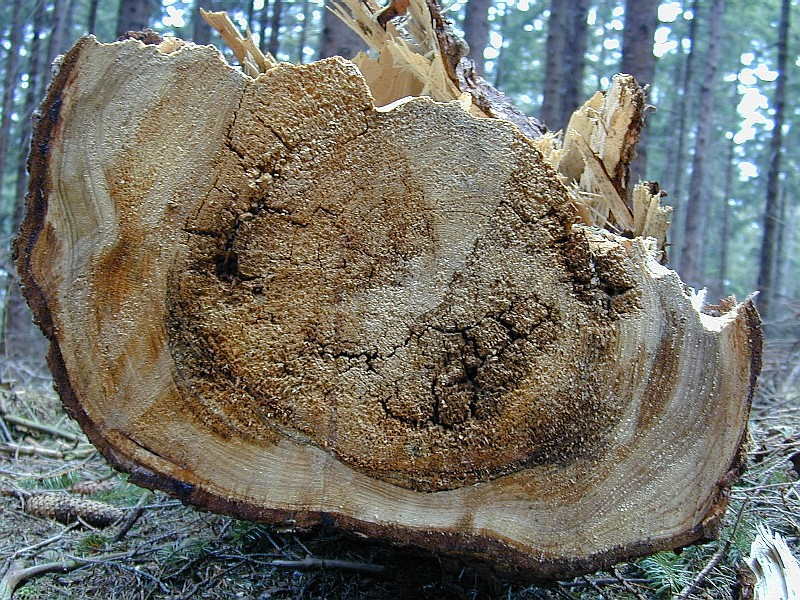
多年異擔子菌引起的紅腐病
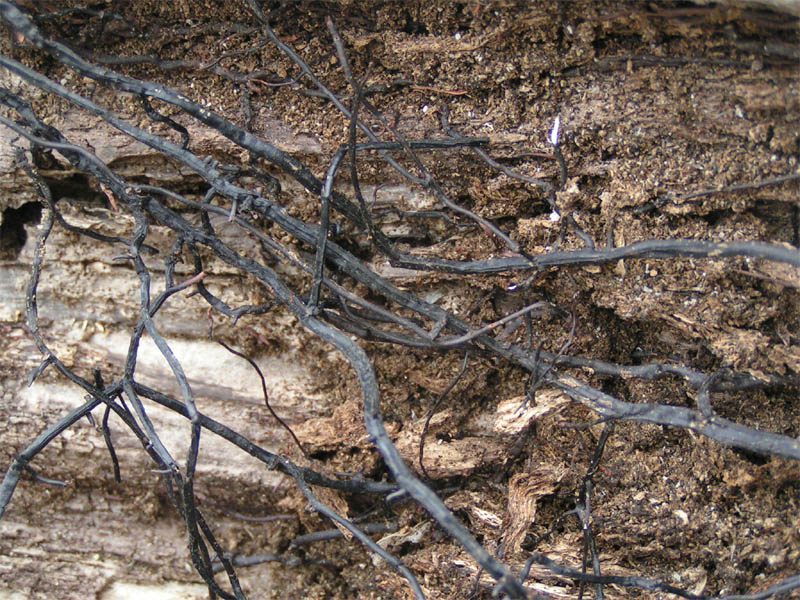
奧氏蜜環菌引起的蜜環菌根腐病（英语：Armillaria root rot）

#### 昆蟲
塞爾維亞雲杉常遭受小蠹亞科中雲杉八齒小蠹（Ips typographus）、中穴星坑小蠹（Pityogenes chalcographus）和黑條木小蠹（Trypodendron lineatum）的侵害，牠們常將產卵於植株的內皮層中，並於孵化後以啃食樹木內部維生，嚴重時將造成植株死亡。
小雲杉鋸蠅（Pristiphora abietina）和雲杉峰蚜（Elatobium abietinum）時常侵害塞爾維亞雲杉的樹冠及樹葉部位，並造成如樹冠生長畸形、樹葉枯萎掉落、老樹無法增生及嫩芽死亡脫落等危害，以進口美國植物所入侵歐洲的雲杉峰蚜為甚，此蚜蟲可行孤雌生殖，使得天然森林及商業性人造林遭受大量地生長威脅。

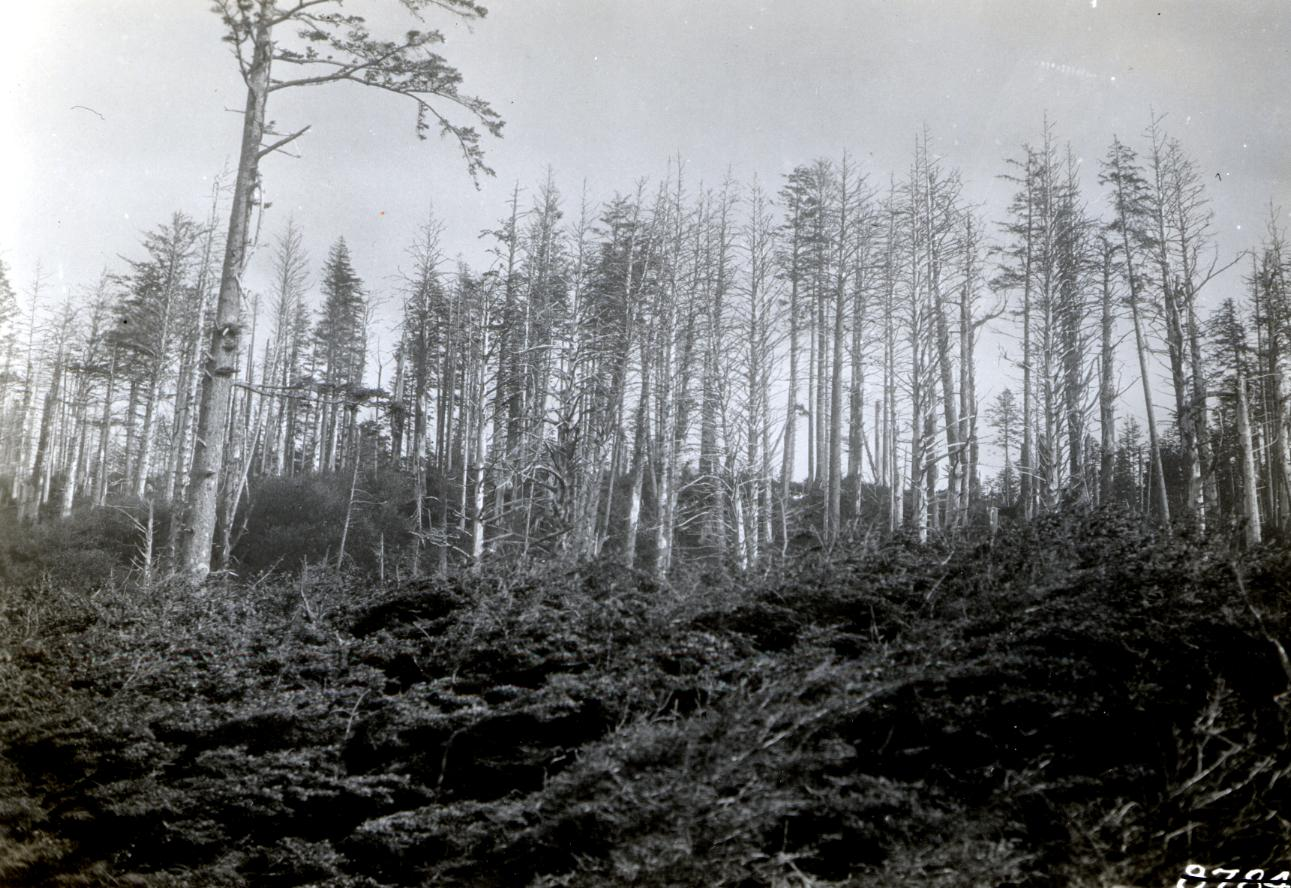
雲杉峰蚜所造成的植株危害

### 物理及化學因子
塞爾維亞雲杉長期以來被誤以為不受空氣污染物危害，但是事實上二氧化硫和氟化氫等成份都會對塞爾維亞雲杉造成影響。由於發芽時間較晚，所以降雪造成的霜凍對該物種不構成太大影響。該物種重新種植的地區中時常發生所謂的“ Omorika-Sterben”（一種樹葉反覆進行發黃、枯死、萌芽，以致於最後植株死亡的現象。），這是由根部中的氯離子累積所造成的缺鎂現象。

## 應用

### 林業
塞爾維亞雲杉常用于聖誕樹、樹苗、木材和紙張等產品的生產，並以北歐為主要市场，更因盆栽種植及植株矮化的影響，使它得以作為聖誕樹及園藝樹種等裝飾植物銷售。塞爾維亞雲杉因優良的品質及大規模商業栽種（如基爾德人工林）而適於工藝及建築用木材生產，主要用於屋頂建築使用，然而塞爾維亞雲杉緩慢的生長期及高昂的單價使其無法撼動北美雲杉或歐洲雲杉的地位。

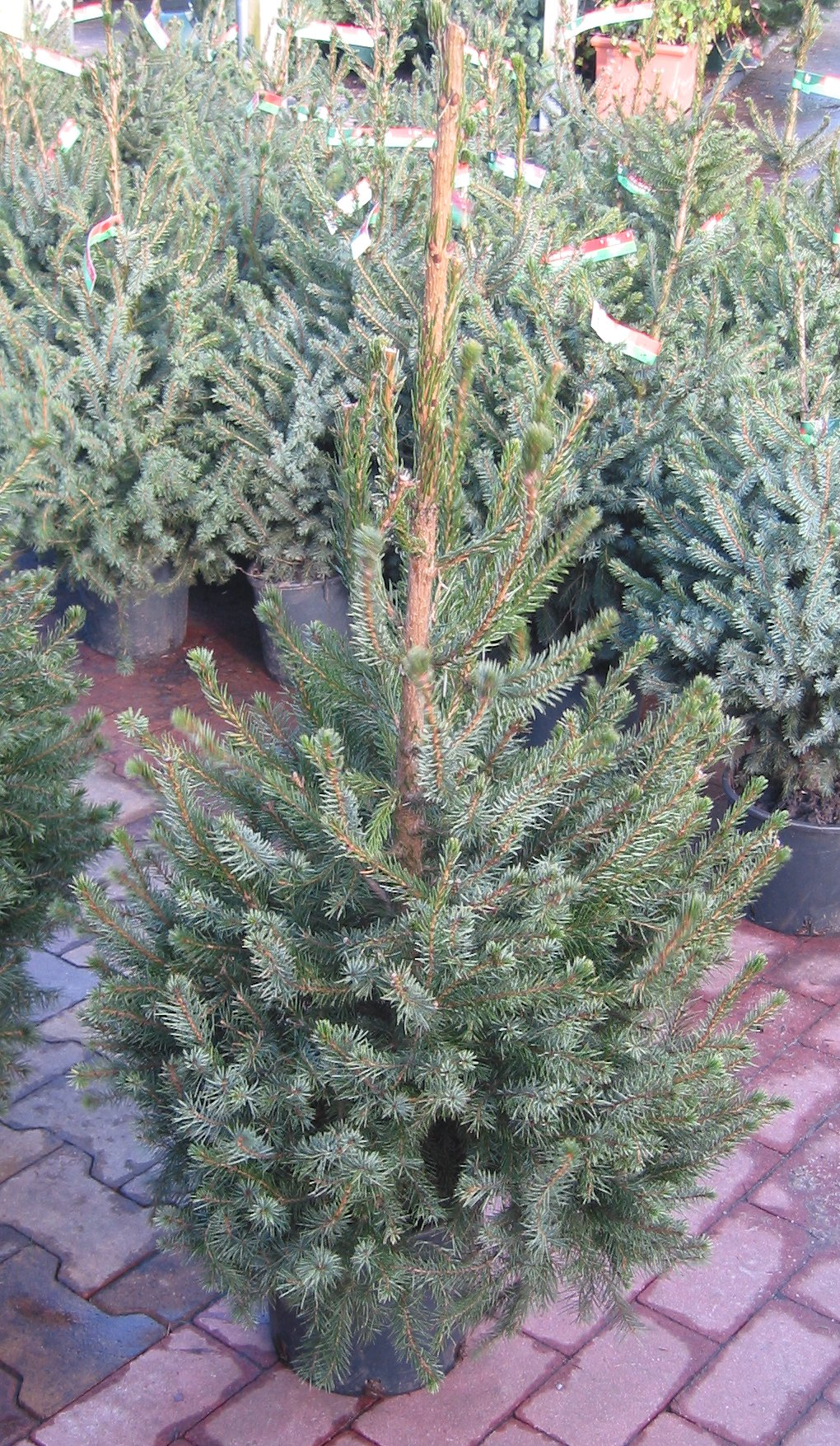
作為聖誕樹栽種的塞爾維亞雲杉
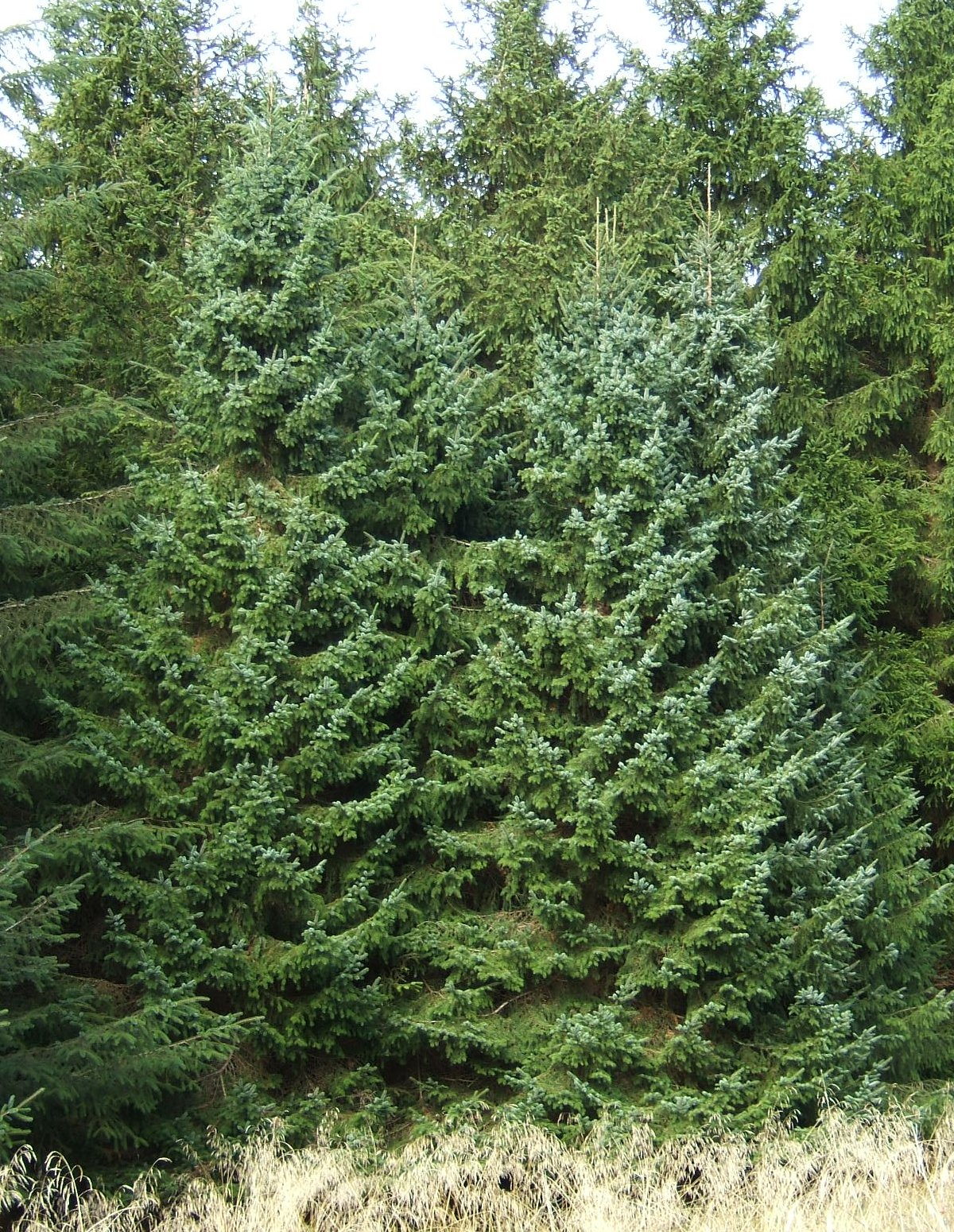
基爾德森林的木材用塞爾維亞雲杉

### 觀賞、綠化及配種
塞爾維亞雲杉因其擁有高金字塔狀的冠層和美麗顏色的松毬而被作為觀賞植物種植，更重要的是它對城市環境的夏季炎熱及空氣污染擁有高耐受度，因此做為城市綠化植物種植。除原生地塞爾維亞及波士尼亞與赫塞哥維納以外，塞爾維亞雲杉在許多歐洲城市中以單一個體或小型族群的方式生長分佈。
目前塞爾維亞雲杉已知可與近親種的北美雲杉和黑雲杉產生了雜交種（如：P.×Machala），並且皇家園藝學會將以下品種授與花園勳章：Picea omorika、Picea omorika“Nana”（侏儒型）、Picea omorika“Pendula”（垂枝型）。

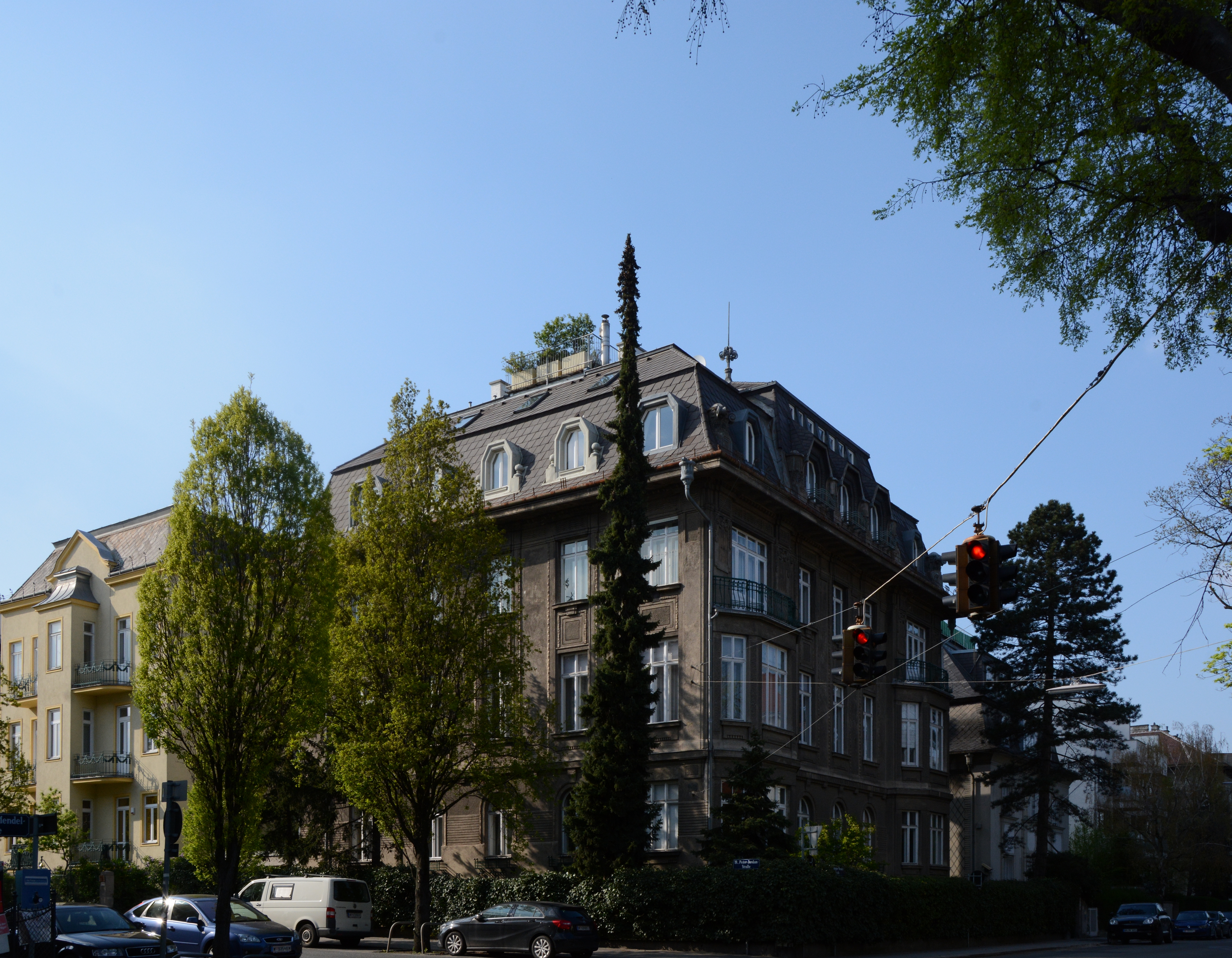
具有高金字塔狀樹型特徵的塞爾維亞雲杉，此植株同時為奧地利維也納的自然紀念物
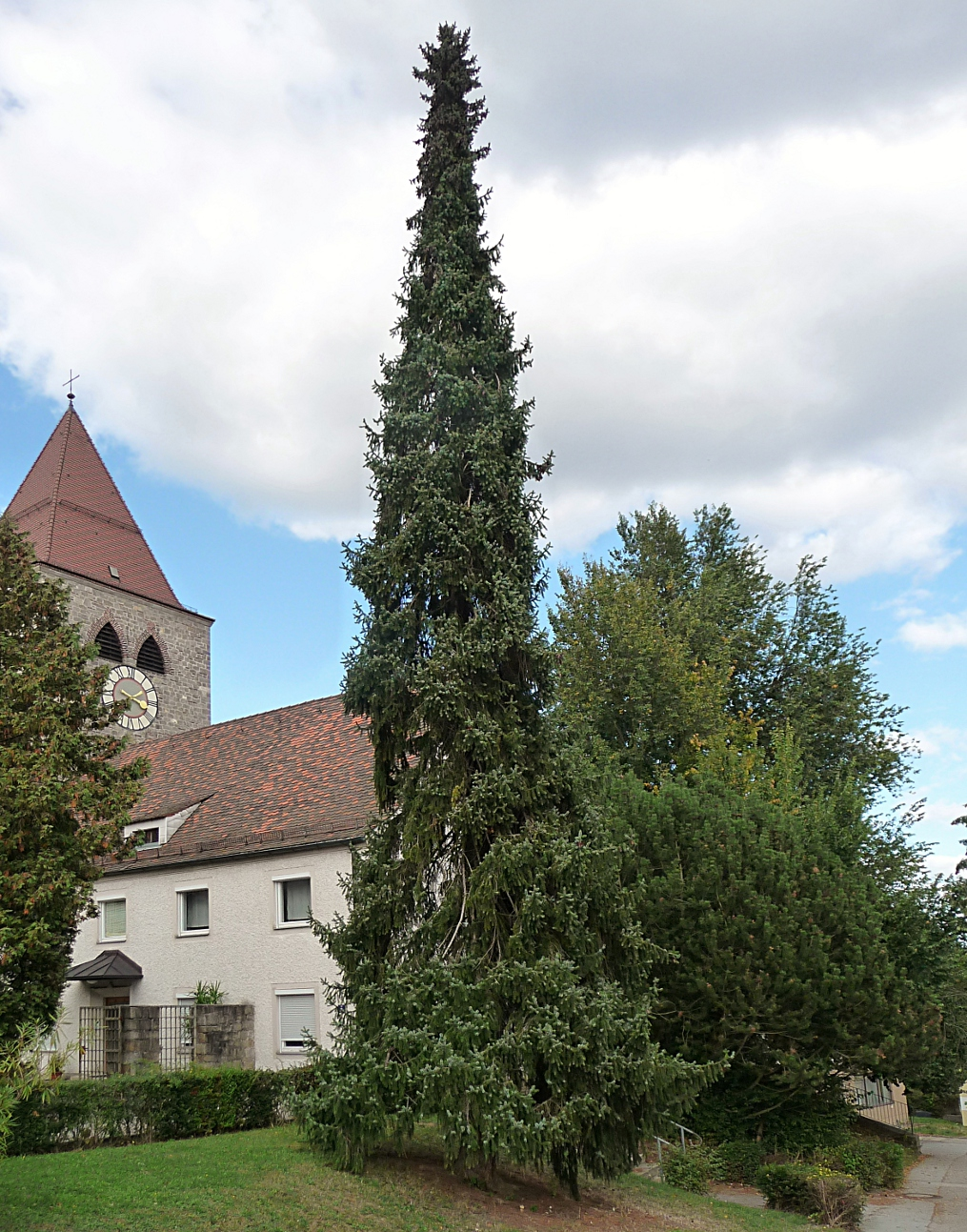
德國帕紹一處教堂所種植的塞爾維亞雲杉
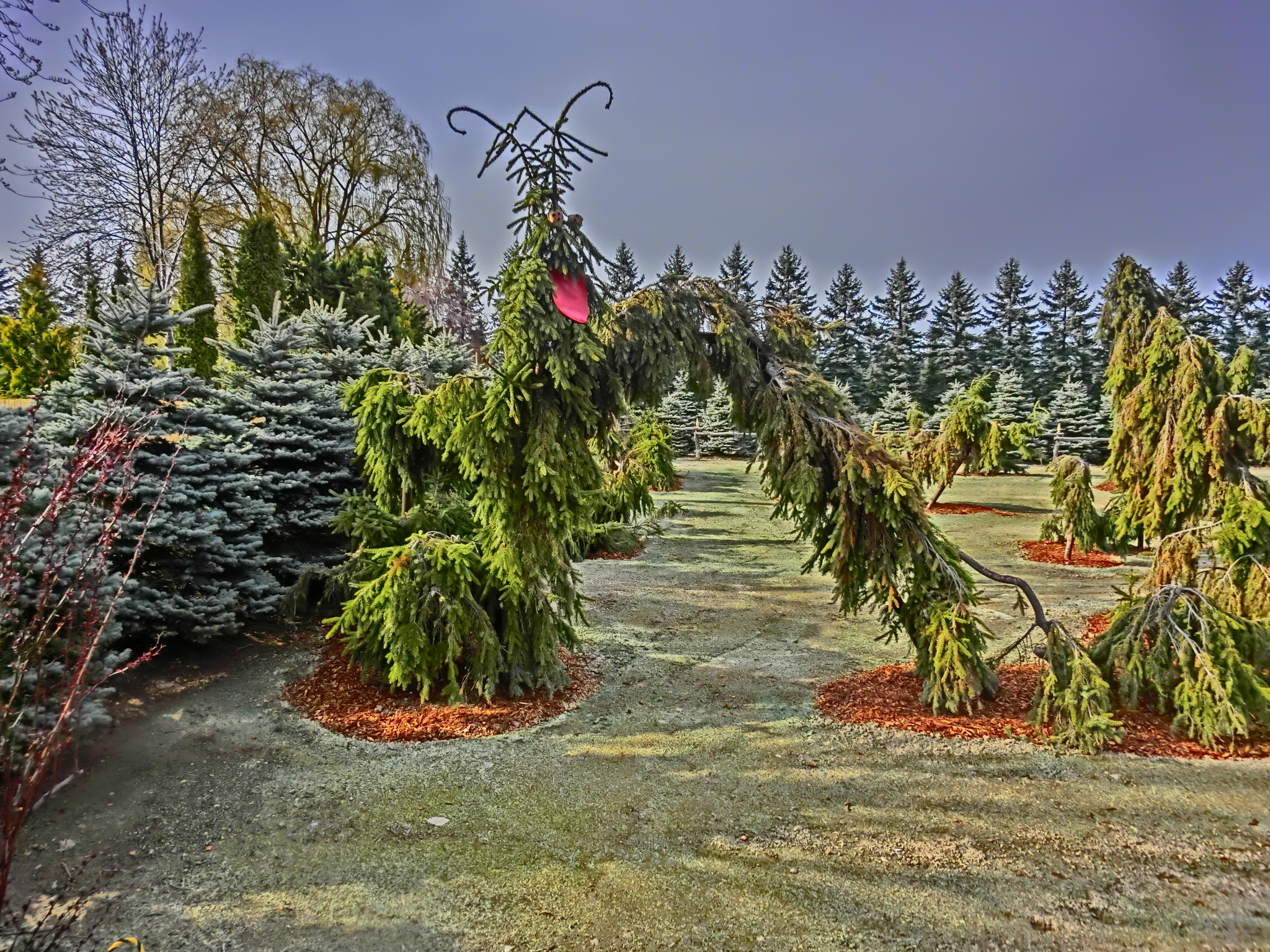
北海道帶廣市真鍋庭園種植之塞爾維亞雲杉垂枝品種－Pendula

### 食用性
塞爾維亞雲杉的內皮、種子、嫩梢、雄毬果和雌毬果皆可食用，乾燥的內皮於磨粉後，可加在湯中用作增稠劑，或在製作麵包時添加到麵粉中；種子則因數量及重量稀少，非緊急狀況無食用價值；嫩梢富含維生素C，可做為提神茶飲用；尚未成熟的毬果皆具有食用性，未成熟的雄毬果在下有無烹煮皆可直接食用，亦可作為調味料，但未成熟的雌毬果必需於煮熟後方能食用，利用烤製法烹調後內部呈現糖漿狀。

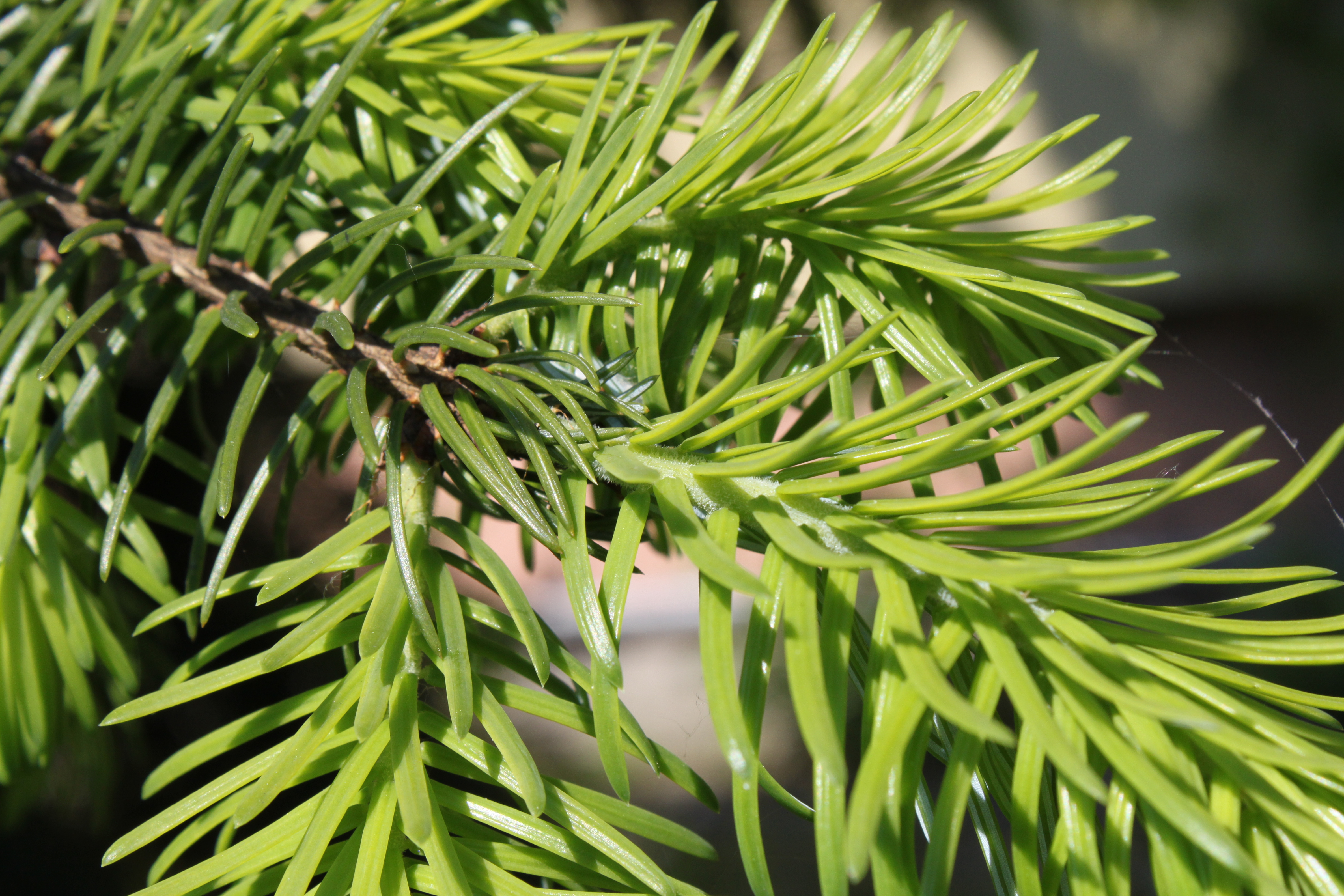
塞爾維亞雲杉的嫩梢（波蘭馬爾基）
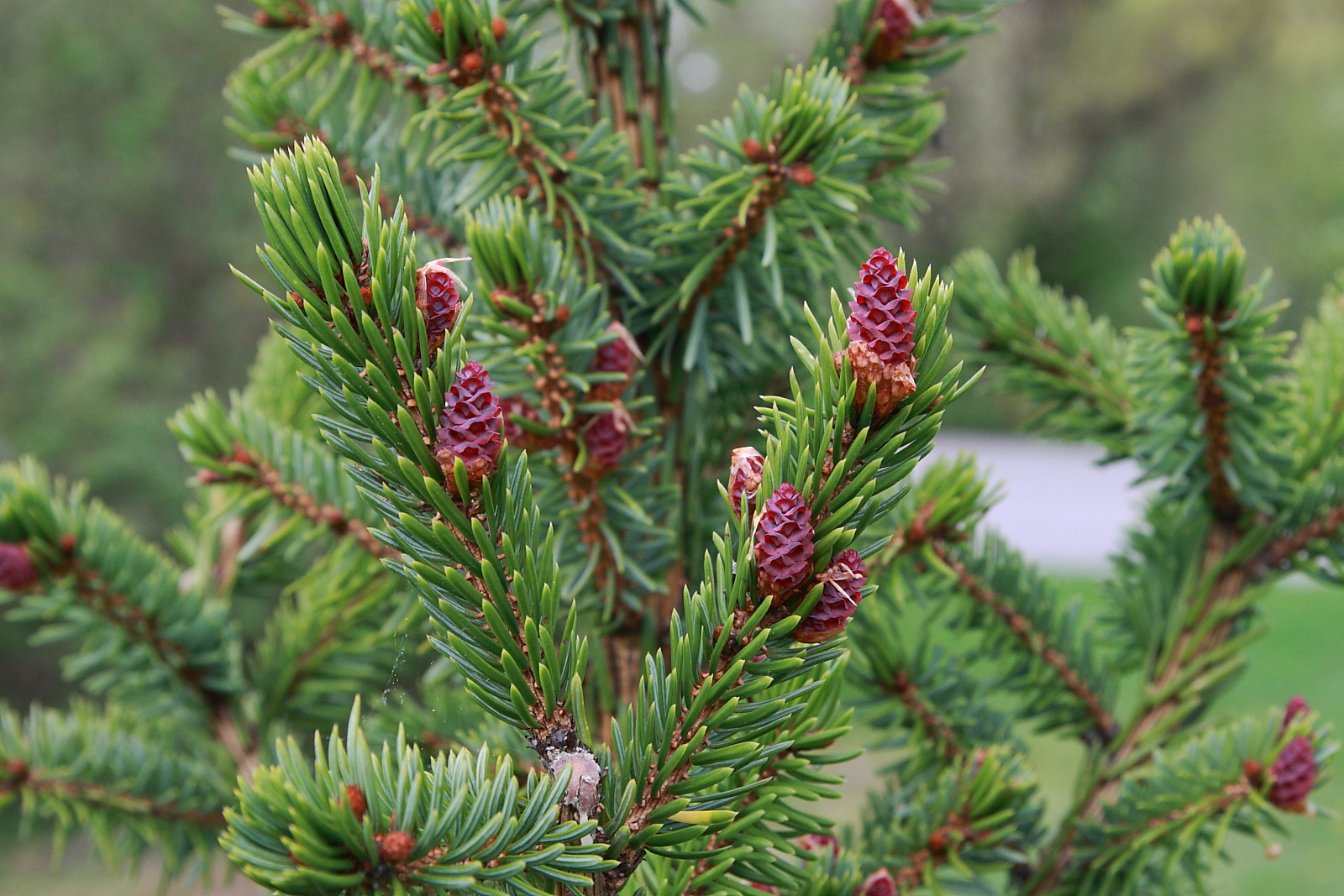
塞爾維亞雲杉的幼毬果（愛沙尼亞開拉）

## 文獻
- Peter Schütt: Picea omorika. In: Schütt, Weisgerber, Schuck, Lang, Stimm, Roloff: Lexikon der Nadelbäume. Nikol, Hamburg 2004, S. 297–305. ISBN 3-933203-80-5
- Threatend Conifers of the World International Resource Programme, Royal Botanic Garden Edinburgh - Picea omorika Panc. Purkyne - auf der Website der Threatend Conifers of the World Programme des RBG Edinburgh （页面存档备份，存于）
- Thomas Meyer: Datenblatt mit Bestimmungsschlüssel und Fotos bei Flora-de: Flora von Deutschland (alter Name der Webseite: Blumen in Schwaben) （页面存档备份，存于）
- Farjon, A. (1990). Pinaceae. Drawings and Descriptions of the Genera. Koeltz Scientific Books ISBN 3-87429-298-3
- Rushforth, K. (1987). Conifers. Helm ISBN 0-7470-2801-X
- Rushforth, K. (1999). Trees of Britain and Europe. Collins ISBN 0-00-220013-9
- Vukićević, Emilija (1982). Dekorativna dendrologija. Beograd: Privredno finansijski vodič.